# Айві (Вірджинія)
Айві (англ. Ivy) — переписна місцевість (CDP) в США, в окрузі Албемарл штату Вірджинія. Населення — 917 осіб (2020).

## Географія
Айві розташоване за координатами 38°3′53″ пн. ш. 78°36′1″ зх. д. / 38.06472° пн. ш. 78.60028° зх. д. (38.064608, -78.600249).  За даними Бюро перепису населення США в 2010 році переписна місцевість мала площу 6,17 км², з яких 6,12 км² — суходіл та 0,05 км² — водойми.

## Демографія
Згідно з переписом 2010 року, у переписній місцевості мешкало 905 осіб у 348 домогосподарствах у складі 262 родин. Густота населення становила 147 осіб/км².  Було 378 помешкань (61/км²).
Расовий склад населення:
| - 91,4 % — білих - 5,1 % — чорних або афроамериканців - 2,3 % — азіатів |

До двох чи більше рас належало 1,1 %. Частка іспаномовних становила 2,4 % від усіх жителів.
За віковим діапазоном населення розподілялося таким чином: 27,0 % — особи молодші 18 років, 56,6 % — особи у віці 18—64 років, 16,4 % — особи у віці 65 років та старші. Медіана віку мешканця становила 45,4 року. На 100 осіб жіночої статі у переписній місцевості припадало 95,0 чоловіків;  на 100 жінок у віці від 18 років та старших — 91,0 чоловіків також старших 18 років.
Середній дохід на одне домашнє господарство  становив 133 422 долари США (медіана — 124 583), а середній дохід на одну сім'ю — 164 726 доларів (медіана — 189 000). За межею бідності перебувало 9,2 % осіб, у тому числі 11,0 % дітей у віці до 18 років та 32,0 % осіб у віці 65 років та старших.
Цивільне працевлаштоване населення становило 385 осіб. Основні галузі зайнятості: освіта, охорона здоров'я та соціальна допомога — 52,7 %, науковці, спеціалісти, менеджери — 23,9 %, публічна адміністрація — 9,1 %, інформація — 4,4 %.